# Florești (okręg Vaslui)
Florești – wieś w Rumunii, w okręgu Vaslui, w gminie Poienești. W 2011 roku liczyła 640 mieszkańców.